# Anselmo Marzato

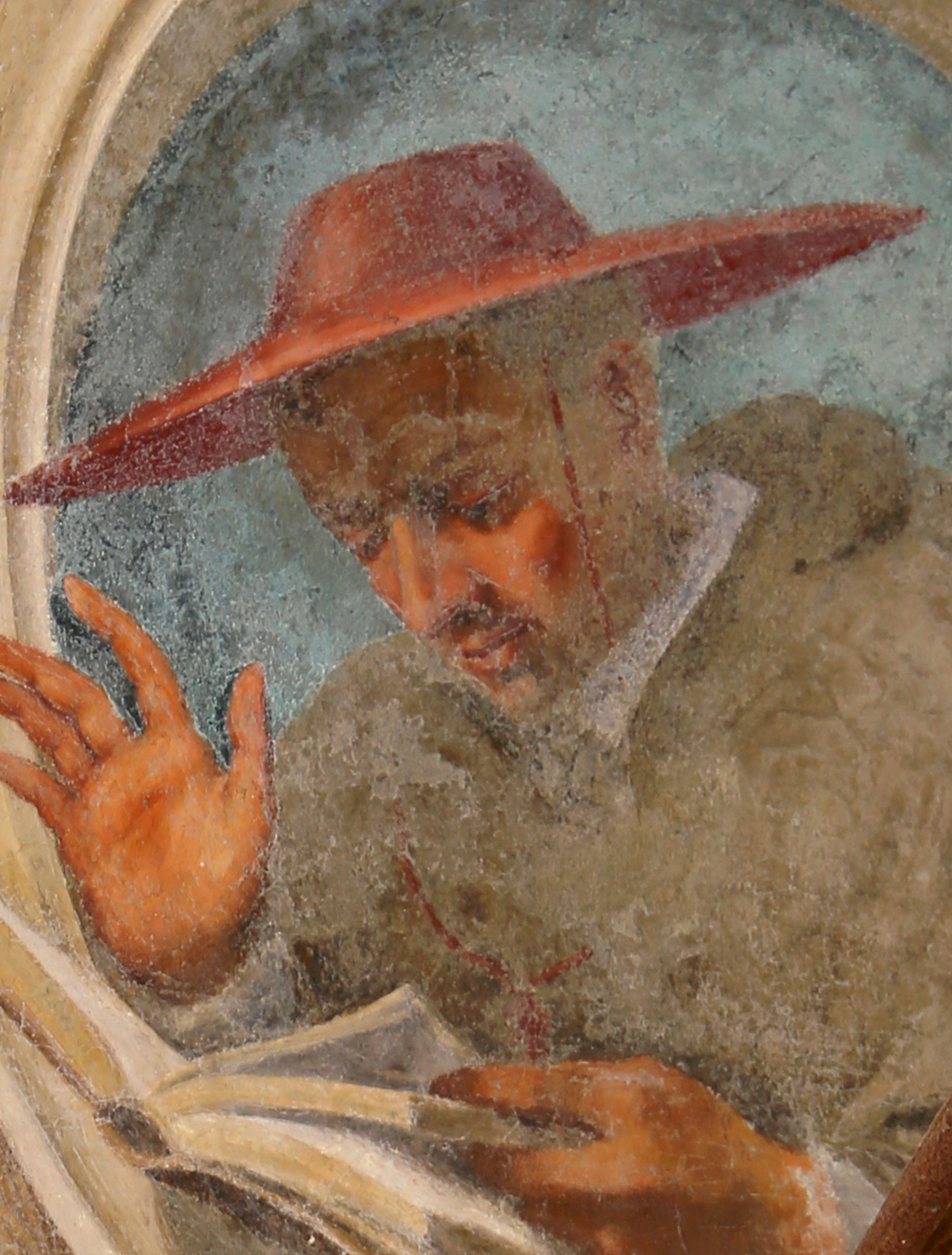
Porträt in der Ognissanti in Florenz

Anselmo Marzato OFMCap (* 6. November oder 16. November 1557 in Monopoli als Claudio Marzato; † 17. August 1607 in Frascati) war ein italienischer Kardinal und Kapuziner.

## Leben
Marzato entstammte einer Adelsfamilie. Sein genaues Geburtsdatum ist umstritten. Sein Vater Andrea Marzato stammte aus Sorrent und war Gouverneur der Stadt Monopoli. Seine Mutter Cornelia Maizza De Tolomeis stammte aus Monopoli. Cornelio Marzato betrieb zunächst literarische und dann naturwissenschaftliche Studien. 1573 trat er in das in Rugge bei Lecce in den Kapuzinerorden ein. Nach seiner Aufnahme in den Orden erhielt er den Ordensnamen Anselmo da Sorrento an, den er mit dem Namen Anselmo da Monopoli abwechselnd benutzte. Anschließend begab er sich zu Studienzwecken nach Fermo und lernte dort die Redekunst.
In Fermo stieg Marzato erstmals als Prediger auf die Kanzel. Seine Tätigkeit als Prediger setzte er 1574 in Proceno fort. Neben seiner Redekunst fiel er dort auch durch seinen Intellekt auf, so dass er noch im selben Jahr nach Rom geschickt wurde, um dort Theologie und Philosophie zu studieren. Aus dieser Zeit existieren nur sehr lückenhafte Informationen über ihn, so dass weder das genaue Datum seiner Priesterweihe noch sein weiterer Weg als Prediger bekannt ist.
In den 1580er Jahren wurde er zum Prior des römischen Kapuzinerklosters Santa Maria della Concezione ernannt. In seiner Tätigkeit als Prediger zog es ihn erneut nach Proceno, nach Alatri, Cittaducale, Viterbo und Lucca. 1589 befand er sich wieder in Rom und predigte in der Kirche San Giovanni dei Fiorentini.
1589 wurde er Provinzialminister der römischen Ordensprovinz der Kapuziner. Papst Clemens VIII. ernannte ihn 1595 zum Prediger des Päpstlichen Hauses und zum Konsultor des Heiligen Officium. 1596 wurde Definitore Generale. 1599 wurde er Prokurator seines Ordens.
Clemens VIII. betraute ihn mit heiklen diplomatischen Missionen, insbesondere in Frankreich, und kreierte ihn schließlich im Konsistorium vom 9. Juni 1604 zum Kardinal. Als Kardinalpriester erhielt er daraufhin die Titelkirche San Pietro in Montorio. Er war der erste Kardinal des Kapuzinerordens. Nach dem Tod von Clemens VIII. unterstützte er im Konklave im März 1605 die Kandidatur von Alessandro Ottaviano de’ Medici. Dieser wurde als Leo X. Papst, starb aber 27 Tagen nach der Wahl. Anschließend nahm er am Konklave vom Mai 1605 teil, das Papst Paul V. wählte.
Am 12. Februar 1607 ernannte der Papst ihn zum Erzbischof von Chieti mit der Verpflichtung dort residieren, vermutlich um ihn aus Rom zu entfernen. Am 24. Februar 1607 spendete der Papst Paul V. ihm und Pompeio Arrigoni gemeinsam in der Sixtinische Kapelle die Bischofsweihe. Mitkonsekratoren waren Ludovico de Torres, Erzbischof von Monreale, und Marcello Lante, Bischof von Todi. Er erkrankte unmittelbar nach seiner erzwungenen Vertreibung aus Rom und starb im Kapuzinerkloster Frascati.